# Luis Ernesto Cano
Luis Ernesto Cano (Puerto Vallarta, Jalisco, México, 18 de diciembre de 1960-Ciudad de México, 2 de mayo de 2014) fue un actor, escritor y comediante mexicano.
Fue popularmente conocido como el tercer Mascabrother, al lado de Freddy y Germán Ortega.

## Filmografía

### Cine y Televisión
- La Revista Increíble de Silvia Pinal (1979) .... Wilwis
- ¡¡Cachún Cachún Ra-Ra!! (1981) .... Narciso
- Papá soltero (1988) .... (2 episodios)
- ¡Anabel! (1988-1994) .... Varios personajes
- Más Vale Amada que Quemada (1990) .... (Película)
- El Gato Violador (1990) .... Luis (Película)
- Al derecho y al derbez (1992-1995) .... Varios personajes
- La Cuchufleta (1995) .... Varios personajes
- Derbez en cuando (1998-1999) .... Varios personajes
- Diversión Desconocida (1998-1999) .... Varios personajes
- ¿Qué nos pasa? (1998-2000) .... Varios personajes
- Humor es... Los Comediantes (1999-2001) .... Comediante
- DKDA: Sueños de juventud (2000) .... Tino Ventura
- La Parodia (2002-2004) .... Varios personajes
- Objetos perdidos (2007) .... Varios personajes
- El Show de Niurka (2008) .... (Escritor)
- La Edad de Oro

### Teatro (escritor)
- De Noche salta el Gato
- A Oscuras me da risa
- Así como los espectáculos Fellatio
- El Show de Eugenio Derbez
- Cinexxxcitarse
- El Show de Jerry Lewis sin Jerry Lewis
- Mascabrothers 1